# Nyctemera tripunctaria
Nyctemera tripunctaria är en fjärilsart som beskrevs av Carl von Linné 1758. Nyctemera tripunctaria ingår i släktet Nyctemera och familjen björnspinnare. Inga underarter finns listade i Catalogue of Life.

## Bildgalleri

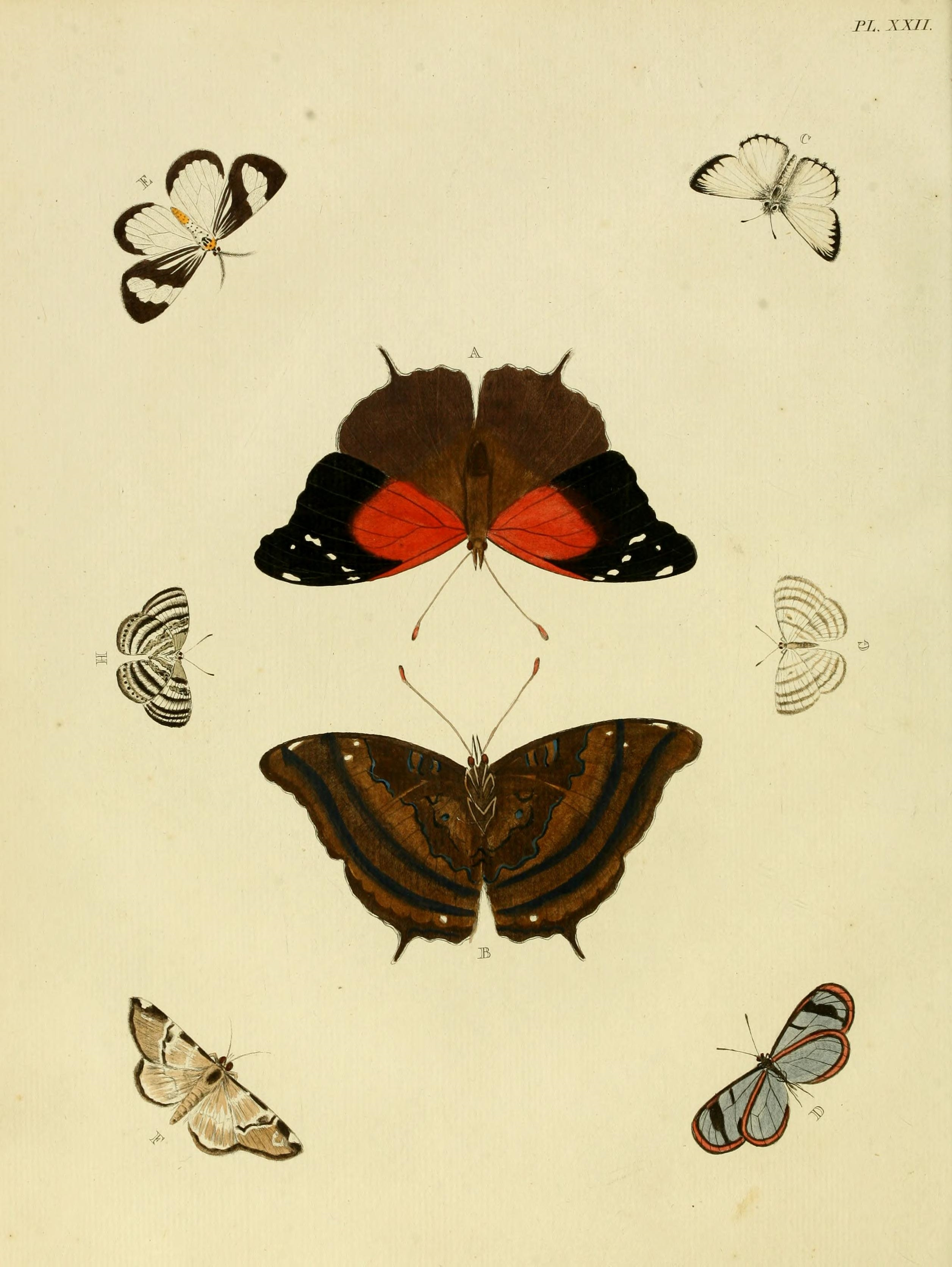